# Maria Voinovna Zubova
Maria Voinovna Zubova (nascida Rimskaia-Korsakova) ( 1749 (?) —  São Petersburgo, 1799) foi uma cantora e amante de canções populares famosa na sua época.

## Biografia e obra
Filha do vice-almirante Voin Iakovlevitch Rimski-Korsakov, casada com A. N. Zubov (representante do governo em Kursk a partir do ano de 1791).
Zubova "escreveu muitos poemas diversos, bastante razoáveis, e principalmente canções" ("Experimento de dicionário histórico dos escritores russos", de Novikov), alguns dos quais foram publicados na segunda parte da "Coletânea de canções diversas" de Novikov e Tchulkov (São Petersburgo, 1770; 2ª edição, 1788).
Era considerada a melhor intérprete de canções populares nos serões aristocráticos.
Sua canção "Ia v pustyniu udaliaius ot prekrasnykh zdeshnikh mest" (Eu me afasto dos lindos lugares daqui para o deserto)  (1791) foi amplamente conhecida no Século XVIII e durante todo o Século XIX, entretanto, algumas fontes apontam a autoria da canção como "folclórica". Versos dessa canção tornaram-se locuções proverbiais da língua russa, usadas até hoje.
Nas palavras de M. N. Makarov, Zubova "era a cantora mais agradável no começo do reinado de Ekaterina II". Ela também fez algumas traduções do francês, que não chegaram a ser publicadas.
Fiódor Vassilievitch Rostóptchin, numa carta para Semión Romanovitch Vorontsov datada de 9 de outubro de 1799, noticiando a ele a morte repentina de Zubova em virtude de um ataque apoplético durante uma valsa Boston na casa de Natália Kirillovna Zagriájskaia, chama a falecida de "uma mulher inteligente e gentil ao gosto da Marquesa de Merteuil", heroína do romance de Pierre Ambroise François Choderlos de Laclos, "Ligações perigosas"